# Núbia Soares
Núbia Soares (ur. 26 marca 1996) – brazylijska lekkoatletka specjalizująca się w trójskoku.
W 2013 zajęła 4. miejsce podczas mistrzostw świata juniorów młodszych oraz stanęła na najniższym stopniu podium panamerykańskiego czempionatu juniorów. Młodzieżowa wicemistrzyni Ameryki Południowej z Montevideo (2014). W 2015 była jedenasta na igrzyskach panamerykańskich oraz zdobyła złoty medal mistrzostw panamerykańskich juniorów. Na eliminacjach zakończyła start podczas mistrzostw świata w Pekinie (2015). Srebrna medalistka mistrzostw ibero-amerykańskich (2016). Rok później została mistrzynią Ameryki Południowej.
Złota medalistka mistrzostw Brazylii.
Rekord życiowy: stadion – 14,69 (17 lipca 2018, Sotteville-lès-Rouen), hala – 14,00 (3 marca 2018, Birmingham).

## Osiągnięcia
| Rok  | Impreza                                     | Miejsce        | Pozycja           | Wynik  |
| ---- | ------------------------------------------- | -------------- | ----------------- | ------ |
| 2013 | Mistrzostwa świata juniorów młodszych       | Donieck        | 4. miejsce        | 13,60  |
| 2013 | Mistrzostwa panamerykańskie juniorów        | Medellín       | 3. miejsce        | 13,33  |
| 2014 | Mistrzostwa świata juniorów                 | Eugene         | 8. miejsce        | 13,53w |
| 2014 | Młodzieżowe mistrzostwa Ameryki Południowej | Montevideo     | 2. miejsce        | 13,31  |
| 2015 | Igrzyska panamerykańskie                    | Toronto        | 11. miejsce       | 13,57w |
| 2015 | Mistrzostwa panamerykańskie juniorów        | Edmonton       | 1. miejsce        | 14,16w |
| 2015 | Mistrzostwa świata                          | Pekin          | el. – 22. miejsce | 13,52  |
| 2016 | Mistrzostwa ibero-amerykańskie              | Rio de Janeiro | 2. miejsce        | 14,00  |
| 2016 | Igrzyska olimpijskie                        | Rio de Janeiro | el. – 23. miejsce | 13,85  |
| 2017 | Mistrzostwa Ameryki Południowej             | Asunción       | 1. miejsce        | 14,42w |
| 2018 | Halowe mistrzostwa świata                   | Birmingham     | 9. miejsce        | 14,00  |
| 2018 | Igrzyska Ameryki Południowej                | Cochabamba     | 1. miejsce        | 14,59  |
| 2021 | Igrzyska olimpijskie                        | Tokio          | el. – 17. miejsce | 14,07  |